# Beatritz de Romans
Beatritz de Romans ou Bieiris de Romans est un troubadour ou une trobairitz dauphinoise de langue occitane du début du XIIIe siècle née à Romans,,,,,.

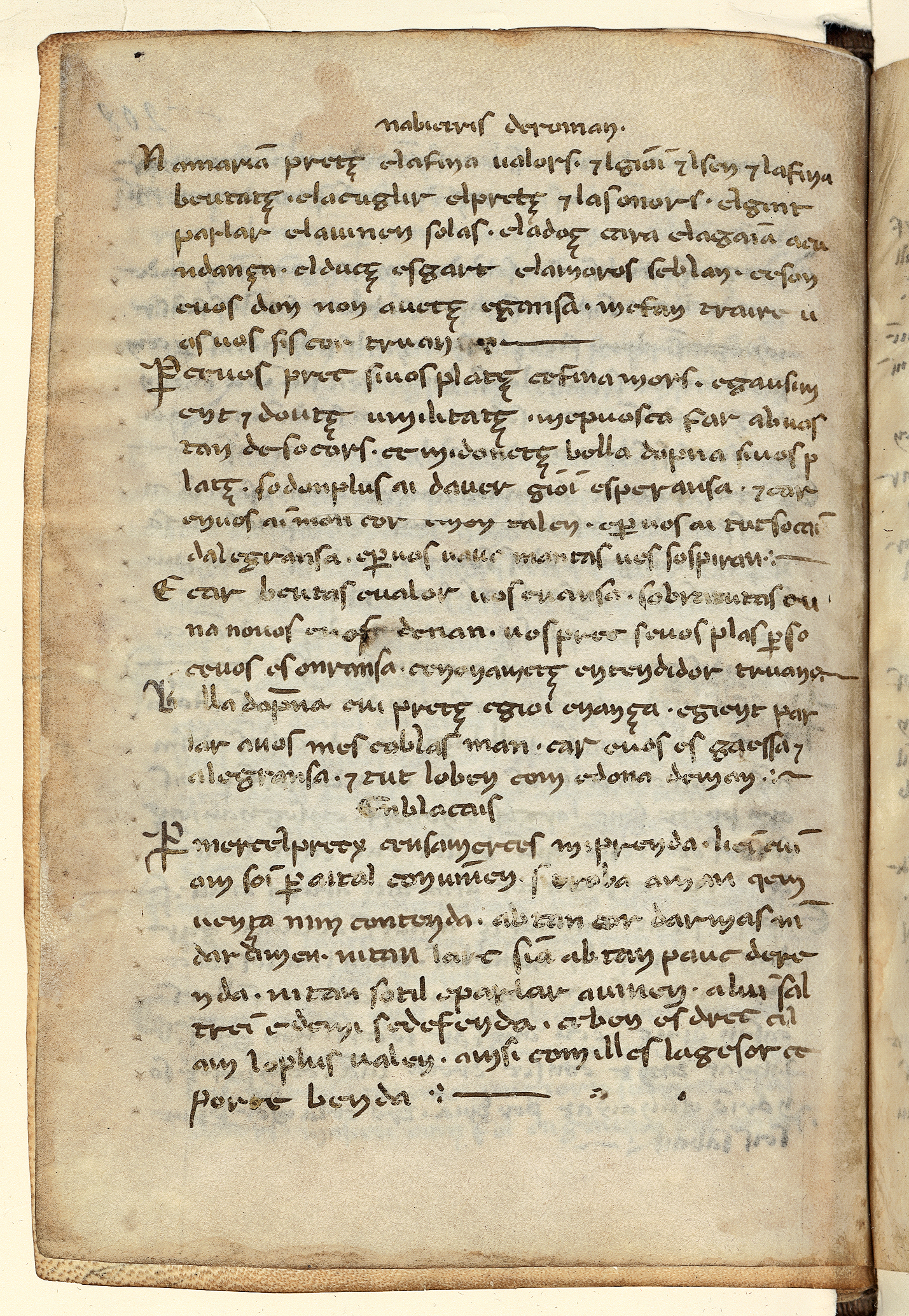
Le manuscrit de la canso Na Maria, pretz..., où Bieiris de Romans proclame son amour pour une femme, Maria.

L'auteur laisse une canso : Na Maria, pretz e fina valors,... Il s'agit d'un poème d'amour dédié à une femme, Maria. Comme le prénom de son écrivain pourrait laisser à penser qu'il s'agit d'une femme, la réception de ce texte a suscité de très nombreuses critiques en raison de la relation lesbienne qui pourrait y être célébrée. Cependant, le genre de l'auteur est contesté : il n'existe aucune preuve formelle que Na Bieiris de Romans était bien une femme, le prénom pouvant être masculin. Des spécialistes et des philologues tels qu'Alfred Jeanroy ou Pierre Bec ont émis de nombreuses réserves à ce sujet. Pierre Bec considère en effet qu'il n'y a aucune marque de féminité textuelle dans la canso et assimile l'auteur à un troubadour masculin connu, Alberis de Romans.